# Un po' di luce/Impronte
Un po' di luce/Impronte è un singolo del gruppo musicale italiano ATPC, pubblicato nel 1999.

## Descrizione
Il singolo anticipa l'uscita del terzo album in studio Nel bene e nel male e al contempo promuove il brano Impronte, che non vi sarà incluso.
Nel 2000 il solo brano Un po' di luce è stato estratto dall'album Nel bene e nel male e pubblicato nuovamente in formato CD.

## Tracce
- Lato A

1. Un po' di luce (feat. Bunna) – 4:58
2. Un po' di luce (Strumentale) – 4:57

- Lato B

1. Impronte (feat. Tsu & Principe) – 4:08
2. Impronte (Strumentale) – 4:01